# Ptychidio macrops
Ptychidio macrops är en fiskart som beskrevs av Fang, 1981. Ptychidio macrops ingår i släktet Ptychidio och familjen karpfiskar. IUCN kategoriserar arten globalt som otillräckligt studerad. Inga underarter finns listade i Catalogue of Life.